# Astragalus sachalinensis
Astragalus sachalinensis är en ärtväxtart som beskrevs av Aleksandr Andrejevitj Bunge. Astragalus sachalinensis ingår i släktet vedlar, och familjen ärtväxter. Inga underarter finns listade i Catalogue of Life.